# Chișlaz
Chișlaz, ou Vámosláz en hongrois, est une commune roumaine du județ de Bihor, en Transylvanie, dans la région historique de la Crișana et dans la région de développement du Nord-Ouest.

## Géographie
La commune de Chișlaz est située dans le nord-est du județ, sur la rive gauche de la rivière Barcău, dans une zone de plaine et de collines, à 14 km au sud-ouest de Marghita et à 45 km au nord-est d'Oradea, le chef-lieu du județ.
La municipalité est composée des sept villages suivants, nom hongrois, (population en 2002) :
- Chiralue, Berettyókirályi (626) ;
- Chișlaz, Vámosláz (566), siège de la commune ;
- Hăucești, Hőke (55) ;
- Mișca, Micske (1 021) ;
- Poclușa de Barcău, Poklotelek (398) ;
- Sărsig, Sárszeg (315) ;
- Sânlazăr, Szentlázár (463).

## Histoire
La première mention écrite du village de Chișlaz date du XIIIe siècle .
La commune, qui appartenait au royaume de Hongrie, en a donc suivi l'histoire.
Après le compromis de 1867 entre Autrichiens et Hongrois de l'empire d'Autriche, la principauté de Transylvanie disparaît et, en 1876, le royaume de Hongrie est partagé en comitats. Chișlaz intègre le comitat de Bihar (Bihar vármegye).
À la fin de la Première Guerre mondiale, l'Empire austro-hongrois disparaît et la commune rejoint la Grande Roumanie au traité de Trianon.
En 1940, à la suite du deuxième arbitrage de Vienne, elle est annexée par la Hongrie jusqu'en 1944, période durant laquelle sa communauté juive est exterminée par les nazis. Elle réintègre la Roumanie après la Seconde Guerre mondiale au traité de Paris en 1947.

## Politique
| Période                                  | Période  | Identité         | Étiquette | Qualité |
| ---------------------------------------- | -------- | ---------------- | --------- | ------- |
| Les données manquantes sont à compléter. |          |                  |           |         |
| 2004                                     | 2016     | Ștefan Tripo     | UDMR      |         |
| 2016                                     | En cours | Mihály Kosztandi | UDMR      |         |

| Parti | Parti                                                 | Sièges |
| ----- | ----------------------------------------------------- | ------ |
|       | Parti social-démocrate (PSD)                          | 2      |
|       | Parti national libéral (PNL)                          | 4      |
|       | Alliance des libéraux et démocrates (ALDE)            | 1      |
|       | Union démocrate magyare de Roumanie (UDMR)            | 5      |
|       | Union nationale pour le progrès de la Roumanie (UNPR) | 1      |

## Religions
En 2002, la composition religieuse de la commune était la suivante :
- Chrétiens orthodoxes, 52,35 % ;
- Réformés, 28,74 % ;
- Catholiques romains, 7,52 % ;
- Pentecôtistes, 4,12 % ;
- Baptistes, 4,00 % ;
- Grecs-Catholiques, 2,99 %.

## Démographie
Les villages de Chișlaz, Chiraleu, Hăucești, Sărsig et Sânlazăr ont une majorité de population roumaine tandis que Mișca et Poclușa de Barcău sont à majorité hongroise.
En 1910, à l'époque austro-hongroise, la commune comptait 2 441 Roumains (50,09 %) et 2 416 Hongrois (49,58 %).
En 1930, on dénombrait 2 757 Roumains (55,27 %), 2 415 Hongrois (42,40 %), 67 Tsiganes (1,34 %) et 36 Juifs (0,72 %).
En 2002, la commune comptait 1 952 Roumains (56,67 %), 1 287 Hongrois (37,36 %) et 203 Tsiganes (5,89 %). 
| 1880  | 1890  | 1900  | 1910  | 1920  | 1930  | 1941  | 1956  | 1966  |
| ----- | ----- | ----- | ----- | ----- | ----- | ----- | ----- | ----- |
| 3 066 | 3 919 | 4 427 | 4 873 | 4 801 | 4 988 | 5 272 | 5 551 | 5 294 |

| 1977  | 1992  | 2002  | 2007  | - | - | - | - | - |
| ----- | ----- | ----- | ----- | - | - | - | - | - |
| 4 686 | 3 573 | 3 444 | 3 296 | - | - | - | - | - |

## Économie
L'économie de la commune repose sur l'agriculture et l'industrie agro-alimentaire.

## Communications

### Routes
Chișlaz est située sur la route nationale DN19E qui la relie à Oradea au sud-est et à Marghita au nord. La future autoroute de Transylvanie traversera le territoire communal.

## Lieux et monuments
- Chișlaz, église orthodoxe datant de 1910[5] ;
- Chiraleu, église orthodoxe datant de 1912[5] ;
- Mișca, église réformée datant du XIVe siècle, classée monument historique[5] ;
- Mișca, église catholique romaine Ste Mère de Jésus (Sf. Maică a lui Iisus), datant de 1754, classée monument historique[5] ;
- Poclușa de Barcău, église orthodoxe datant de 1921[5] ;
- Sărsig, église orthodoxe datant de 1882[5] ;
- Sânlazăr, église orthodoxe datant de 1902[5].